# Centrosema jaraguaensis
Centrosema jaraguaensis är en ärtväxtart som beskrevs av Frederico Carlos Hoehne. Centrosema jaraguaensis ingår i släktet Centrosema och familjen ärtväxter. Inga underarter finns listade i Catalogue of Life.